# Lazochóri
Lazochóri är en ort i Grekland.   Den ligger i prefekturen Nomós Imathías och regionen Mellersta Makedonien, i den norra delen av landet, 300 km norr om huvudstaden Aten. Lazochóri ligger 54 meter över havet och antalet invånare är 167.
Terrängen runt Lazochóri är platt åt nordost, men åt sydväst är den kuperad. Runt Lazochóri är det ganska tätbefolkat, med 129 invånare per kvadratkilometer. Närmaste större samhälle är Véroia, 4,5 km söder om Lazochóri. Trakten runt Lazochóri består till största delen av jordbruksmark.